# Tom Bean
Tom Bean város az USA Texas államában, Grayson megyében. Lakosainak száma 930 fő (2020. április 1.).

## Népesség
A település népességének változása:

| 2010 | 1 045 |
| 2020 | 930   |